# The Man in the White Suit
The Man in the White Suit (bra: O Homem do Terno Branco; prt: O Homem do Fato Branco) é um filme britânico de 1951, do gênero comédia dramática, dirigido por Alexander Mackendrick e estrelado por Alec Guinness e Joan Greenwood.
O filme é mais uma aclamada sátira, entre as muitas produzidas pelo londrino Ealing Studios nas décadas de 1940 e 1950.
Segundo o crítico Ken Wlaschin, este é um dos quinze melhores trabalhos de Alec Guinness no cinema.

## Sinopse
Sidney Stratton, um cientista amador, inventa um tecido indestrutível e impermeável à sujeira. Com isso, ele é perseguido pelos gigantes do ramo, inclusive pelo pai de sua amada Daphne. Daphne, no entanto, decide financiar Sidney e o instala em seu próprio laboratório. O problema é que a descoberta de nosso herói tem o potencial de arruinar a indústria têxtil e, consequentemente, levar milhares de trabalhadores ao desemprego. Assim, todos se voltam contra ele.

## Premiações
| Patrocinador                                  | Prêmio | Categoria                                             | Situação  |
| --------------------------------------------- | ------ | ----------------------------------------------------- | --------- |
| Academia de Artes e Ciências Cinematográficas | Oscar  | Melhor Roteiro Adaptado                               | Indicado  |
| British Academy of Film and Television Arts   | BAFTA  | Melhor Filme Britânico Melhor Filme de Qualquer Fonte | Indicado  |
| National Board of Review                      | NBR    | Melhores Filmes Estrangeiros de 1952                  | Escolhido |

## Elenco
| Ator/Atriz             | Personagem        |
| ---------------------- | ----------------- |
| Alec Guinness          | Sidney Stratton   |
| Joan Greenwood         | Daphne Birnley    |
| Cecil Parker           | Alan Birnley      |
| Michael Gough          | Michael Corland   |
| Ernest Thesiger        | Sir John Kierlaw  |
| Howard Marion-Crawford | Cranford          |
| Henry Mollison         | Hoskins           |
| Vida Hope              | Bertha            |
| Patric Doonan          | Frank             |
| Duncan Lamont          | Harry             |
| Harold Goodwin         | Wilkins           |
| Colin Gordon           | Hill              |
| Joan Harben            | Senhorita Johnson |
| Arthur Howard          | Roberts           |
| Roddy Hughes           | Green             |